# Warsaw (Illinois)
Warsaw és una ciutat dels Estats Units a l'estat d'Illinois. Segons el cens del 2000 tenia 1.793 habitants.

## Demografia
Segons el cens del 2000, Warsaw tenia 1.793 habitants, 726 habitatges, i 500 famílies. La densitat de població era de 104,6 habitants/km².
Dels 726 habitatges en un 32,5% hi vivien nens de menys de 18 anys, en un 58% hi vivien parelles casades, en un 8,5% dones solteres, i en un 31,1% no eren unitats familiars. En el 27,4% dels habitatges hi vivien persones soles el 15,2% de les quals corresponia a persones de 65 anys o més que vivien soles. El nombre mitjà de persones vivint en cada habitatge era de 2,47 i el nombre mitjà de persones que vivien en cada família era de 3,02.
Per edats la població es repartia de la següent manera: un 26% tenia menys de 18 anys, un 7,7% entre 18 i 24, un 25,8% entre 25 i 44, un 24,8% de 45 a 60 i un 15,6% 65 anys o més.
L'edat mediana era de 39 anys. Per cada 100 dones de 18 o més anys hi havia 95,3 homes.
La renda mediana per habitatge era de 35.000 $ i la renda mediana per família de 39.808 $. Els homes tenien una renda mediana de 29.770 $ mentre que les dones 20.039 $. La renda per capita de la població era de 18.279 $. Aproximadament el 6,4% de les famílies i el 8% de la població estaven per davall del llindar de pobresa.

## Poblacions properes
El següent diagrama mostra les poblacions més properes.